# Kirguistán en los Juegos Paralímpicos de Sídney 2000
Kirguistán estuvo representado en los Juegos Paralímpicos de Sídney 2000 por dos deportistas masculinos. El equipo paralímpico kirguís no obtuvo ninguna medalla en estos Juegos.